# Josh Thompson (cầu thủ bóng đá)
Joshua William "Josh" Thompson (sinh 25 tháng 2 năm 1991) là cầu thủ bóng đá người Anh thi đấu ở vị trí hậu vệ. Hiện anh thi đấu ở Tranmere Rovers dưới dạng cho mượn từ Colchester United. Anh bắt đầu thi đấu chuyên nghiệp ở Stockport County trước khi chuyển đến Celtic. Ở đây anh được cho các câu lạc bộ Rochdale, Peterborough United và Chesterfield mượn, sau đó anh gia nhập Portsmouth. Anh lại được câu lạc bộ Colchester mượn trước khi mua đứt. Anh cũng thi đấu cho Đội tuyển U19 của Anh.